# José Argumedo
José Argumedo (* 14. Oktober 1988 in Mexiko) ist ein mexikanischer Boxer im Strohgewicht. 

## Profikarriere
Im Jahr 2010 verlor Argumendo gegen Oswaldo Novoa seinen Debütkampf. Ende Dezember des Jahres 2015 kämpfte er gegen den Japaner Katsunari Takayama um den IBF-Weltmeistertitel und siegte durch „geteilte Punktentscheidung“ in der 9. Runde.